# Припутневич, Татьяна Валерьевна
Татьяна Валерьевна Припутневич (род. 8 июня 1973 года) — российский учёный-микробиолог, бактериолог, член-корреспондент РАН (2022).

## Биография
Родилась 8 июня 1973 года.
В 2000 году окончила Дальневосточный государственный медицинский университет, в 2002 году — ординатуру Центрального научно-исследовательского кожно-венерологического института (ЦНИКВИ).
В 2005 году защитила кандидатскую диссертацию на тему «Резистентность гонококка к антибактериальным препаратам у больных неосложненной гонококковой инфекцией и механизмы её развития», в 2014 — докторскую диссертацию на тему «Оптимизация микробиологической диагностики оппортунистических инфекций у беременных и новорожденных на основе протеометрических и молекулярно-генетических методов».
В 2020 году окончила в РГСУ программу магистратуры по направлению подготовки «Юриспруденция», квалификация «магистр».
Переподготовка:
- по специальности «Клиническая лабораторная диагностика» (2007);
- по специальности «Бактериология» по специальности «врач-бактериолог» (2010);
- по специальности «Организация здравоохранения и общественного здоровья» (2013).

С 2002 по 2007 годы работала в ЦНИКВИ: младший научный сотрудник лаборатории микробиологии, руководитель лабораторного центра/старший научный сотрудник отдела микробиологии.
С 2007 по 2010 годы — заведующая клинико-диагностической лаборатории клинической больницы № 84 (Москва), научный сотрудник НИИ физико-химической медицины (Москва).
С 2010 года работает в Национальном медицинском исследовательском центре акушерства, гинекологии и перинатологии имени академика В. И. Кулакова: руководитель лаборатории микробиологии (2010—2014), руководитель отдела микробиологии, клинической фармакологии и эпидемиологии (2014—2020), директор института микробиологии, антимикробной терапии и эпидемиологии (с 2020 года по н. в.).
С 2016 года — доцент, а затем профессор кафедры микробиологии и вирусологии педиатрического факультета РНИМУ имени Н. И. Пирогова.
C 2020 г. — профессор кафедры микробиологии имени академика З. В. Ермольевой Российской медицинской академии непрерывного профессионального образования.
В 2021 году Приказом Министерства здравоохранения Российской Федерации назначена Главным внештатным специалистом — медицинским микробиологом.
В 2022 году избрана членом-корреспондентом РАН по Отделению медицинских наук.

## Научная деятельность
Специалист в области микробиологии.
Автор и соавтор более 250 научных работ.
Под её руководством защищено 7 кандидатских и 1 докторская диссертации.
Ведет исследования посвященные актуальным вопросам инфекционной патологии в акушерстве, гинекологии и перинатологии, усовершенствованию микробиологической диагностики инфекций, передаваемых половым путем и оппортунистических инфекций, их эпидемиологии, изучению этиологической структуры инфекционно-воспалительных заболеваний, инфекций, связанных с оказанием медицинской помощи, динамики и механизмов антибиотикорезистентности микроорганизмов, решению актуальных вопросов рациональной фармакотерапии. Научный интерес заключается в поиске и внедрении маркеров раннего возникновения инфекционно-воспалительных заболеваний у женщин и новорожденных с использованием протеометрических и молекулярно-генетических методов.

### Научно-организационная деятельность
- действующий член Межрегиональной ассоциации по клинической микробиологии и антимикробной химиотерапии (МАКМАХ), European Society of Clinical Microbiology and Infectious Diseases (ESCMID), международного союза по борьбе с ИППП (IUSTI), Федерации лабораторной медицины (ФЛМ), профильной комиссии Министерства здравоохранения РФ по клинической микробиологии и антимикробной резистентности, профильной комиссии по клинической лабораторной диагностике.
- член диссертационных советов по защите кандидатских и докторских диссертаций по специальностям: клиническая иммунология, аллергология и микробиология, эпидемиология (медицинские науки);
- член редколлегии журналов, рецензируемых ВАК и Scopus «Акушерство и гинекология» и «Антибиотики и химиотерапия», «Бактериология».

## Награды
- Орден Пирогова (2020)[3]